# Herbert Fullgraf
Herbert Fullgraf (ur. 2 stycznia 1908, data śmierci nieznana) – zbrodniarz nazistowski, członek załogi obozów koncentracyjnych Neuengamme (KL), Sachsenhausen i Mauthausen-Gusen oraz SS-Unterscharführer.
Członek Waffen-SS od 28 sierpnia 1939. Służbę w obozach hitlerowskich rozpoczął pod koniec grudnia 1940 w Neuengamme, gdzie pozostał do połowy 1942. Następnie od połowy 1942 do sierpnia 1943 pełnił służbę w Sachsenhausen. Wreszcie w sierpniu 1943 Fullgrafa przeniesiono do Mauthausen, gdzie pełnił funkcję blokowego (Blockführera) i kierownika komanda więźniarskiego w obozie głównym.
Fullgraf został osądzony w procesie załogi Mauthausen-Gusen (US vs. Johann Haider i inni) przed amerykańskim Trybunałem Wojskowym w Dachau. Skazano go na dożywotnie pozbawienie wolności za znęcanie się nad więźniami obozu.